# Kostel Nanebevzetí Panny Marie (Svébohov)
Kostel Nanebevzetí Panny Marie ve Svébohově je historizující stavba z roku 1869. V letech 1887-1888 zde působil jako expozita pozdější olomoucký arcibiskup ThDr. Antonín Cyril Stojan.

## Historie
Ve Svébohově bylo velmi rozšířeno helvétské vyznání, katolíci byli v menšině. Katolická církev zřídila v roce 1862 v obci misionářskou stanici s páterem Josefem Wiesnerem, který zde působil dalších 25 let. První bohoslužby se konaly na rychtě. V následujících letech byla rychta upravena na kapli, která byla zasvěcena Nanebevzetí Panny Marie, avšak obyvatelé usilovali o vybudování vlastního farního kostela. Základní kapitál získali pomocí sbírek a v roce 1867 byla stavba zahájena. V roce 1869 byly dokončeny i vnitřní práce a pořízeno vybavení kostela, který byl téhož roku 17. října vysvěcen. Jednání o vytvoření samostatné farnosti se však vlekla a teprve v roce 1892 byl získán souhlas olomouckého arcibiskupství.
Mezitím byla postavena fara a v roce 1888 byl kostel zásluhou intervence tehdejšího expozity, pozdějšího arcibiskupa Antonína Cyrila Stojana, rozšířen o boční kapli zasvěcenou sv. Antonína Paduánského a zakoupeny tři zvony. Ty byly zabaveny pro válečné účely v roce 1916; cínové píšťaly varhan zachránil místní rolník, který je z kostela odnesl a uschoval.
Kostel byl postupně opravován v letech 2001-2015 za finanční podpory Olomouckého kraje.

## Popis

### Exteriér

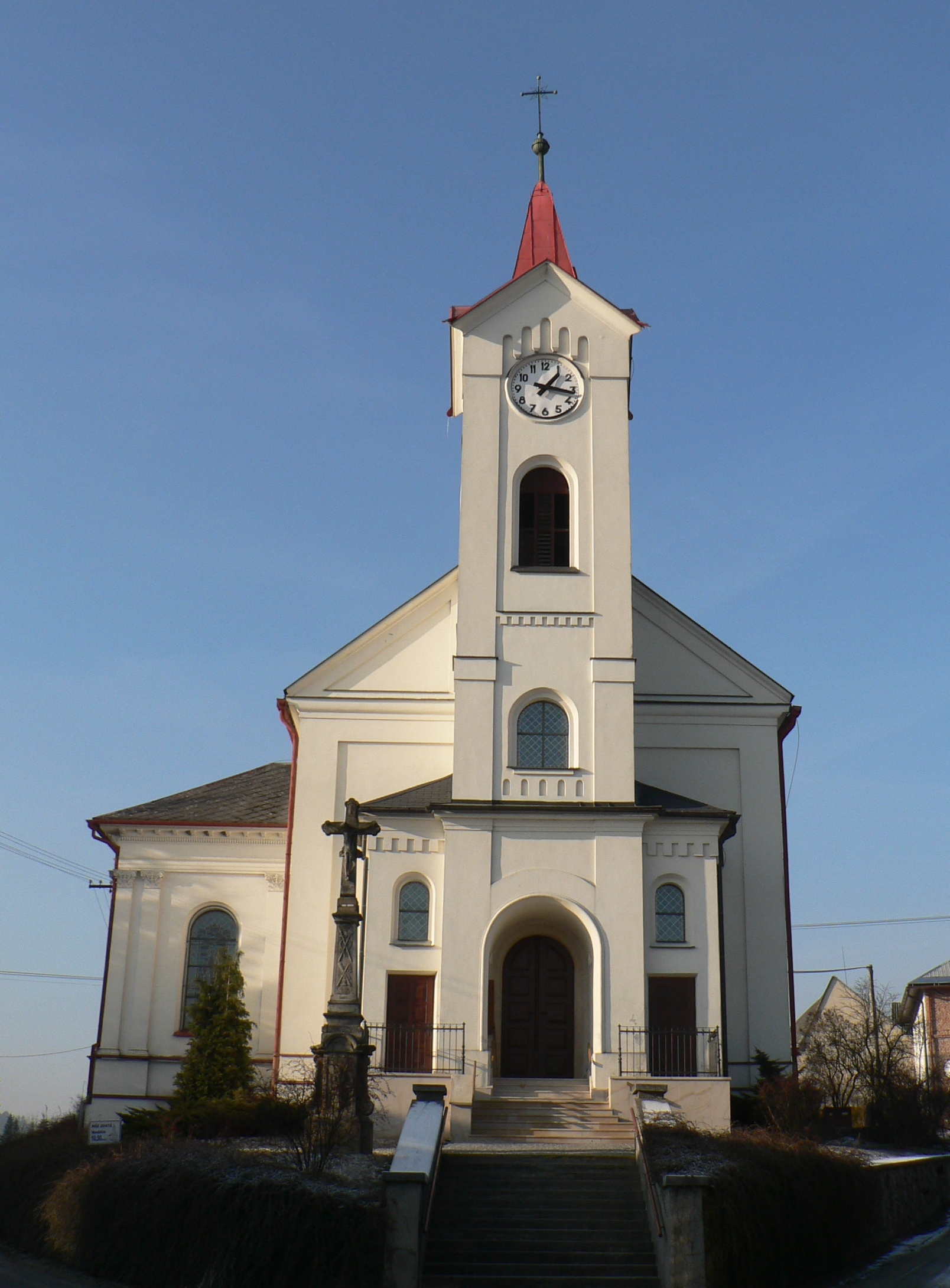
Průčelí kostela

Jednolodní stavba v historizujícím slohu stojí na vyvýšeném místě na rozcestí v okrajové části obce. K hlavnímu vchodu vede řada schodů lemovaná kamenným zábradlím. Po levé straně schodiště stojí kříž z roku 1820 s reliéfem sv. Barbory a mučících nástrojů.
Průčelí tvoří představěná věž s hluboce zasazeným hlavním vchodem opatřeným půloválným obloukem, imitující románský sloh. Po stranách jsou symetricky umístěny nízké přístavky s úzkými dveřmi obdélného tvaru, nad nimiž jsou půlkruhově zaklenutá okna. Venkovní bíle omítnuté zdi kostela jsou členěny lizénami a zdobeny prolamovanou římsou. K severní straně lodi je přistavěna nižší boční kaple s valbovou střechou. Zdi kaple jsou zdobeny pilastry.

### Interiér
Hlavní loď má plochý strop, holé zdi jsou u stropu zdobeny štukovou římsou. Na stropě jsou čtyři lunety s obrazy s výjevy z Kristova života, obdobné malby jsou i v rozích triumfálního oblouku. Presbyterium je zaklenuto křížovou klenbouHlavní oltář tvoří socha Panny Marie, která má za sebou velkou paprskovou svatozář s hvězdami. Po stranách stojí sochy sv. Cyrila a Metoděje. V boční kapli je oltář s obrazem Nanebevzetí Panny Marie, před nímž je umístěna socha sv. Antonína Paduánského. Okna jsou zdobena vitrážemi. Na kůru s jednoduchou dřevěnou předprsní jsou dvoumanuálové varhany J.Kloss.
Cennou památkou náležící ke kostelu je raně gotický zvon ulitý ve druhé polovině 14. století, který se však do svébohovského kostela dostal až po druhé světové válce a je zřejmě klášterního původu. Jedná se o nejstarší zvon v celé olomoucké arcidiecézi. 